# جيم تايلور (لاعب كرة قدم بريطاني)
جيم تايلور (بالإنجليزية: Jim Taylor)‏ (13 مايو 1934 في المملكة المتحدة - ) هو لاعب كرة قدم بريطاني في مركز الهجوم. لعب مع تشارلتون أثلتيك وتونبريدج أنغلز ونادي غيلينغهام ونادي واتفورد.